# Indotyphlops jerdoni
Indotyphlops jerdoni är en ormart som beskrevs av Boulenger 1890. Indotyphlops jerdoni ingår i släktet Indotyphlops och familjen maskormar. Inga underarter finns listade i Catalogue of Life.
Denna orm förekommer i östra Nepal, nordöstra Indien, Bhutan, västra Myanmar och Bangladesh. Den lever i lövskogar, ofta nära vattendrag och på odlingsmark. Honor lägger ägg.
Troligtvis påverkas beståndet av bekämpningsmedel i odlingsområden. Hela populationen antas vara stor. IUCN listar arten som livskraftig (LC).